# Ari Freyr Skúlason
Ari Freyr Skúlason (ur. 14 maja 1987 w Reykjavíku) – islandzki piłkarz,
defensywny pomocnik, od 2021 roku piłkarz klubu IFK Norrköping.

## Kariera klubowa
Skúlason piłkarską karierę rozpoczynał jako junior w Valur Reykjavík, a później trenował w SC Heerenveen. Profesjonalną karierę rozpoczynał w swoim pierwszym klubie z czasów juniorskich, Valur Reykjavík. Grał tam rok i odszedł do szwedzkiego BK Häcken. Spędził tam dwa lata i przeniósł się do innego klubu szwedzkiego, GIF Sundsvall. W 2013 przeszedł do Odense BK, a w 2016 do KSC Lokeren.
31 marca 2021 został oficjalnie ogłoszony zawodnikiem szwedzkiego klubu IFK Norrköping.

## Kariera reprezentacyjna
W reprezentacji Islandii zadebiutował 10 listopada 2009 roku
w meczu z Iranem. Grał także w reprezentacjach młodzieżowych do lat 17, 19 i 21 lat.